# Stadio coperto nazionale di Pechino
Lo stadio coperto nazionale di Pechino o anche conosciuto come "National Indoor Stadium" (in cinese 國家體育館) è un palazzetto dello sport costruito per le olimpiadi di Pechino del 2008 situato nel Olympic Green nella capitale cinese. Soprannominato "ventaglio" (扇子 in cinese) per la sua forma che ricorda i tradizionali ventagli cinesi.
L'arena fu inaugurata il 26 novembre 2007 in occasione dei test olimpici di ginnastica artistica.
Durante le olimpiadi del 2008 ha ospitato la ginnastica artistica, il trampolino e la pallamano.
Lo stadio ha una capacità di 19000 spettatori.